# Biserke
Biserke (Numididae) su porodica ptica iz reda kokoši. Porodica je podijeljena na četiri roda i ukupno šest vrsta.
Znanstveno ime ove porodice potiče od poznavanja biserke (Numida meleagris) koja nastanjuje zemlje Atlasa još u vrijeme antike. Tada su Grci i Rimljani to područje nazivali Numidijom. Još tada se počelo s odomaćivanjem ove vrste. 

## Opis
To su ptice koja sliči kokoši. Duge su između 40 i 70 centimetara, a teške su između 700 i 1600 grama. Imaju kratak, prema dolje obješen rep. Za razliku od tijela koje zbog gustog perja izgleda okruglasto, glava i vrat su im većim dijelom goli. Pored kljuna, također ima crvene rese. Perje joj je tamnoplave boje s bijelim točkicama koje podsjećaju na bisere. Ima kratka krila, a noge su joj također kratke, prsti i nokti snažni. Po tlu se kreće polako, a leti kratko. Hrani se bobicama, sjemenkama. U prirodi žive u Africi i na Madagaskaru, no odomaćenu vrstu su ljudi naselili i u druge krajeve.
Izgled im je doneo i uobičajeno ime biserka, no ponekad se koristi, za udomaćenu vrstu, i ime "perlinka", ali i nazivi kao što su "faraonka" ili "morka".

## Ponašanje
Porodica biserki nije dovoljno poznata, osim odomaćene vrste, biserke. Najmanje tri vrste su nedovoljno proučene. Za vrste za koje postoje informacije, poznato je da su obično monogamne, isti par ostaje zajedno cijeli život, ali je kod odomaćenih biserki povremeno opažena i bigamija. 
Za razliku od drugih porodica kokoški, biserke aktivno brane i sebe i svoj podmladak kljucanjem i grebanjem te udaranjem krilima.

## Rodovi i vrste
- Rod: Šumske biserke (Agelastes)
  - Vrsta: Crvenoglava biserka (Agelastes meleagrides)
  - Vrsta: Crna biserka (Agelastes niger)

- Rod: Numida
  - Vrsta: Biserka (Numida meleagris)

- Rod: Guttera
  - Vrsta: Guttera plumifera
  - Vrsta: Guttera pucherani

- Rod: Acryllium
  - Vrsta: Velika biserka (Acryllium vulturinum)

- Biserka
- Biserka s uočljivom kvrgom nalik rogu na goloj glavi
- "Portret" biserke
- Jato biserki u Etoši, Nacionalnom parku u Namibiji

## Vanjske poveznice
- Guinea Fowl  Arhivirana inačica izvorne stranice od 19. svibnja 2007. (Wayback Machine)
- Helmeted Guineafowl nest with twenty-six eggs!  Arhivirana inačica izvorne stranice od 23. listopada 2007. (Wayback Machine)
- Slika: Vulturine Guineafowl Kenya